# Seires
Seires este un oraș în Grecia în prefectura Ahaia.